# Susenyos I
Susenyos I, noto anche come Susenyos il Cattolico (in ge'ez ሱስንዮስ, Susǝnyos; Gojjam, 1571, 1572 o 1575 – Dangaz, 17 settembre 1632), è stato Imperatore dell'Etiopia dal 1607 al 1632.
I suoi nomi regali furono Seltan Sagad e Malak Sagad III.
Il suo nome viene traslitterato in molti modi, tra i quali: Sisinios, Sisinnius, Socinios, Sociniós, Socinius, Sousnyos, Susənyos, Susénius, Susenyos, Sūsĕnyōs, Susinyos, Susneus.

## Biografia
Da bambino era stato rapito da alcuni Oromo che uccisero anche il padre Fasil. Venne liberato nel 1585 e portato alla corte dell'imperatore Sarsa Dengel, suo zio, dove è stato cresciuto dalla madre di quest'ultimo. Quando era divenuto abbastanza grande, aveva fatto ritorno nel natio Goggiam.
Alla morte di Sarsa Dengel, era divenuto imperatore un suo figlio illegittimo, Yaequob (il cui nome regale era Malak Sagad II), che ha regnato dal 1597 al 1603. Vista la minore età del nuovo sovrano, Susenyos era visto come una potenziale minaccia al trono, e fu esiliato assieme ad altri potenziali pretendenti.
Si rifugiò nel Goggiam, portando avanti una lotta come principe sciftà, alleandosi anche con gli Oromo. Nel 1603 Za Dengel detronizzò Yaequob e sconfisse militarmente Susenyos, ma morì poco dopo, nel dicembre 1604.
Una parte della nobiltà proclamò imperatore Susenyos, mentre un'altra parte sostenne la restaurazione di Yaequob. La lotta durò fino alla vittoria di Susenyos in battaglia, il 20 marzo 1607. Durante la battaglia Yaequob sarebbe morto, ma il suo corpo non era stato rinvenuto.
Rafforzò negli anni successivi il controllo sul regno, combattendo anche alcuni sciftà che dichiaravano di essere Yaequob.
Molto vicino ai sacerdoti cattolici portoghesi presenti in Etiopia (in particolare Pedro Páez), Susenyos si convertì al cattolicesimo nel 1621, inizialmente in segreto. Nel corso dell'anno successivo rese pubblica questa sua scelta, e il cattolicesimo divenne religione di stato, nonostante l'avversione del clero ortodosso etiope e di buona parte della popolazione. Non era estranea alla scelta la speranza di ottenere supporto militare dal Portogallo.
Il malcontento popolare crebbe ancora quando giunse in Etiopia, come nuovo Patriarca di Etiopia il gesuita Alfonso Mendes, a causa della sua intransigenza verso la Chiesa ortodossa etiope. Gli scontri durarono anni, fino a che Susenyos non fu costretto ad abdicare in favore del figlio Fāsiladas che ripristinò subito il primato della Chiesa ortodossa etiope.